# Coro Trentino Lagolo
Il Coro Trentino Lagolo è una formazione corale a voci pari maschili. È stato fondato nel 1963 a Calavino in provincia di Trento ed è attualmente diretto da Isabella Pisoni.

## Storia
La storia del Coro Trentino Lagolo affonda le sue radici nel 1963, anno in cui alcuni giovani di Calavino appassionati del bel canto e capitanati da don Giuseppe Grosselli, che ne sarà anche il primo maestro, decidono di mettere in piedi un coro; non c'erano grandi ambizioni, c'era solo la volontà di creare un gruppo che sapesse mettere assieme alcune cante da eseguire decentemente di fronte ad un pubblico.
Le cronache del tempo indicano che già nel dicembre del 63 il coro era molto attivo: le prove si susseguivano a cadenza fissa e nuovi elementi andavano ad aggiungersi man mano che il gruppo prendeva forma. L'esordio fu il primo maggio dell'anno successivo di fronte al pubblico di Calavino riscuotendo ampio consenso.
Da qui in poi l'attività del Lagolo è andata sempre in crescendo, al gruppo fondatore si aggiunsero nuovi cantori provenienti da tutta la Valle dei Laghi costituendosi di fatto come primo e inimitato esempio associazionistico di valle.

## Giuseppe Grosselli
Quello di Mons. Giuseppe Grosselli (don Bepi) è un nome molto noto fra gli appassionati di musica corale. Infatti oltre ad essere stato fondatore nonché maestro per oltre trent'anni del Coro Lagolo è molto conosciuto anche come compositore e arrangiatore di molte canzoni sia per coro maschile popolare ma anche di musica sacra. Egli stesso non sa quantificare precisamente a quanto ammonta il numero delle sue composizioni, sicuramente però si sa che sono abbondantemente più di trecento. Nel 2006 è stato insignito dal Presidente della Provincia Autonoma di Trento Lorenzo Dellai dell'aquila di San Venceslao, la più alta onorificenza a livello provinciale per il suo impegno nella pastorale del lavoro.

## Tournée e concerti
Fra i numerosi concerti svolti in 45 anni di attività sono sicuramente da ricordare:
- le 4 tournée svoltesi a Roma nel 1970, 1975, 1976 e 1983 tenendo concerti in Piazza Navona e al Quirinale per il Presidente Giovanni Leone prima e Sandro Pertini poi, omaggiando con qualche canto anche Papa Giovanni Paolo II.
- Il concerto "per la pace, contro la mafia" tenutosi a Palermo in Piazza Politeama.

Fra le tournée all'estero:
- In Germania: a Lampertheim, Prutting, Kempten, Baden-Baden, Landshut, Leutkirch im Allgäu, Dortmund, Dachau, Augusta, Bensheim, Sauerlach, Misbach, Landau in der Pfalz.
- In Svizzera: a Zurigo e Zofingen.
- In Francia: a Grenoble.
- In Spagna: a San Sebastián.
- In Ungheria: a Szekszárd (Tolna).

## Discografia
- Folk della Valle dei laghi - MC (1973)
- Voce Montanara - MC (1977)
- Canto Montanaro - MC (1982)
- 60a Adunata Nazionale Alpini Trento - MC (1986)
- Campane e Canti della Valle dei Laghi - MC (1988)
- Vai dillo alle montagne - MC (1992)
- Coro Trentino Lagolo - CD (1996)
- Memorie e Futuro - CD (2004)
- Lo Scrigno dei Suoni - CD (2008)

## VHS
- Voci e suggestioni di una Valle - VHS (1998)

## Pubblicazioni
- Grosselli, Giuseppe Nuovi Canti della Montagna, Edizioni Coro Lagolo, 1967
- Grosselli, Giuseppe Cante alpine e popolari, Edizioni Coro Lagolo, 1978
- Coro trentino Lagolo : Calavino (Trento) : XXV° della fondazione, 1963-1988, Mori, Editrice la Grafica, 1988
- Grosselli, Giuseppe Nel 30º del Coro Lagolo : Canti "Conciliari" , Edizione Coro Lagolo, 1993

## Galleria d'immagini

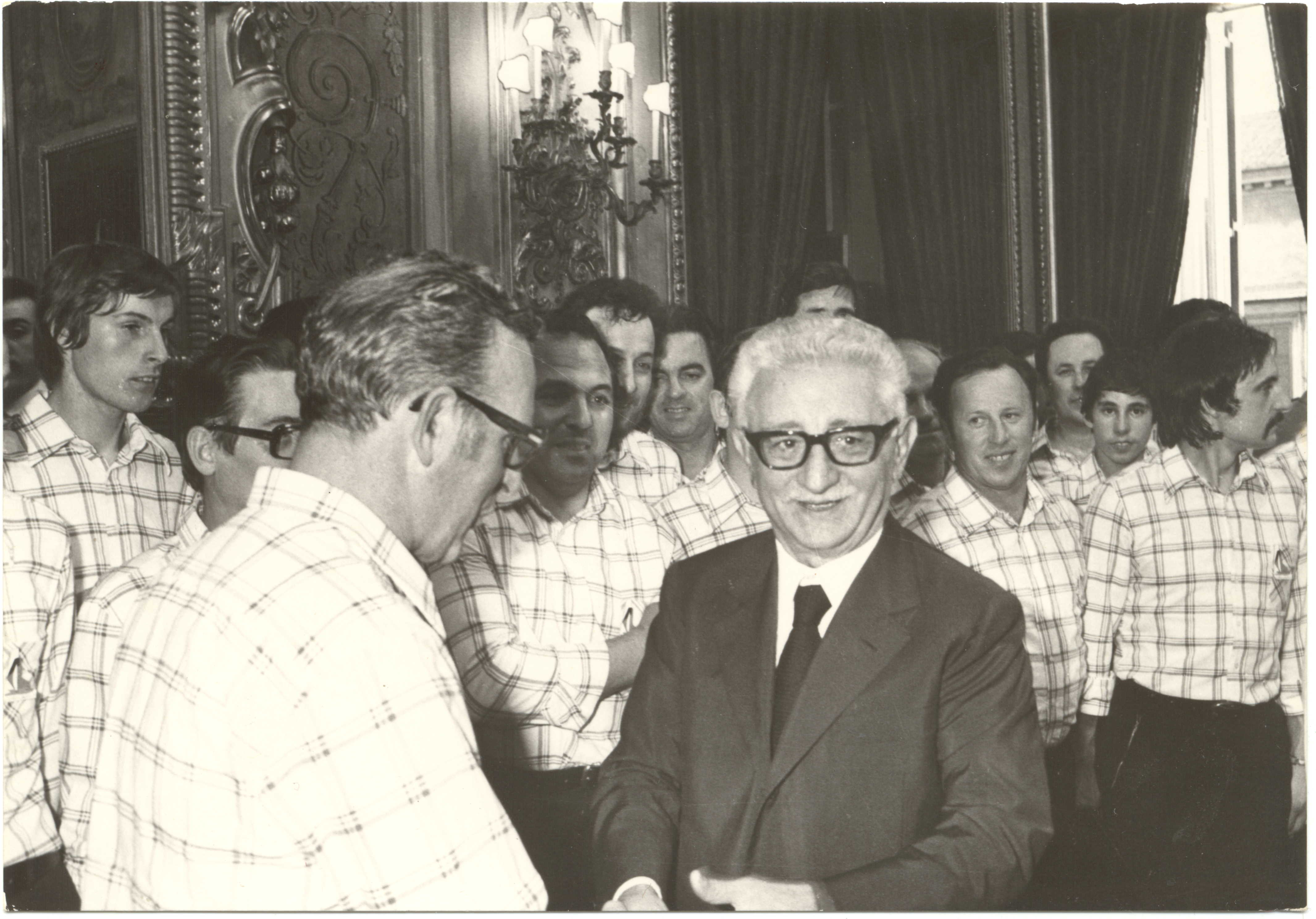
Il Coro con il Presidente Giovanni Leone
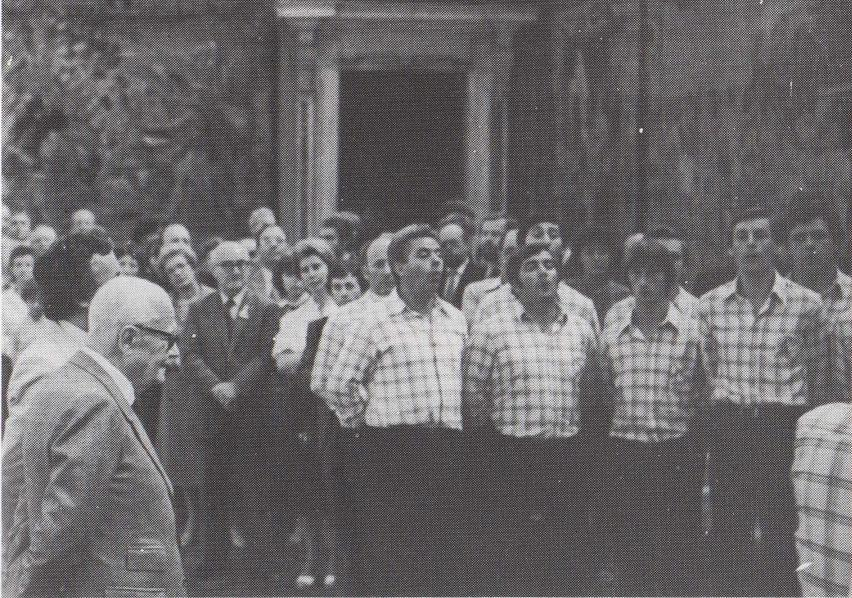
Il Coro con il Presidente Sandro Pertini

## Contatti
- Sede: Piazza Roma, 2 - 38072 Calavino (TN)
- mail: corolagolo@corolagolo.it
- Web: www.corolagolo.it